# 匈牙利的瑪麗亞 (1257-1323)
匈牙利的瑪麗亞（匈牙利語：Magyarországi Mária，1257年—1323年3月25日），那不勒斯王后，伊什特萬五世的女兒。

## 家庭
1270年，瑪麗亞與西西里國王卡洛一世的長子卡洛（日後的卡洛二世）結婚，兩人共有7子5女：
1. 卡洛·馬特羅（1271年—1295年），匈牙利國王查理一世的父親
2. 瑪格麗特（英语：Margaret, Countess of Anjou）（1273年—1299年），法蘭西國王腓力六世的母親
3. 路易（英语：Louis of Toulouse）（1274年—1297年），主教
4. 羅貝托（1276年—1343年），那不勒斯國王
5. 菲利波（1278年—1331年），塔蘭托親王
6. 雷蒙·貝倫加爾（英语：Raymond Berengar of Andria）（1279年—1307年），安德里亞伯爵
7. 布蘭奇（英语：Blanche of Anjou）（1280年—1310年），亞拉岡王后
8. 艾蕾諾爾（英语：Eleanor of Anjou）（1289年—1341年），西西里王后
9. 瑪麗亞（英语：Maria of Naples）（1290年—1346/47年），馬約卡王后
10. 皮特羅（英语：Peter Tempesta）（1291年—1315年），埃博利伯爵
11. 喬凡尼（1294年—1336年），杜拉佐公爵
12. 貝亞特麗切（1295年—1321年），費拉拉領主夫人